# Michael Hayböck
Michael Hayböck (Linz, 5 de marzo de 1991) es un deportista austríaco que compite en salto en esquí.
Participó en dos Juegos Olímpicos de Invierno, obteniendo una medalla de plata en Sochi 2014, en la prueba de trampolín grande por equipo (junto con Thomas Morgenstern, Thomas Diethart y Gregor Schlierenzauer), y el cuarto lugar en Pyeongchang 2018, en la misma prueba.
Ganó seis medallas en el Campeonato Mundial de Esquí Nórdico entre los años 2015 y 2023.

## Palmarés internacional
| Juegos Olímpicos   | Juegos Olímpicos      | Juegos Olímpicos  | Juegos Olímpicos    |
| Año                | Lugar                 | Medalla           | Prueba              |
| ------------------ | --------------------- | ----------------- | ------------------- |
| 2014               | Sochi (Rusia)         | Medalla de plata  | TG por equipo       |
| Campeonato Mundial |                       |                   |                     |
| Año                | Lugar                 | Medalla           | Prueba              |
| 2015               | Falun (Suecia)        | Medalla de plata  | TG por equipo       |
| 2017               | Lahti (Finlandia)     | Medalla de plata  | TN equipo mixto     |
| 2017               | Lahti (Finlandia)     | Medalla de bronce | TG por equipo       |
| 2019               | Seefeld (Austria)     | Medalla de plata  | TG por equipo       |
| 2021               | Oberstdorf (Alemania) | Medalla de bronce | TN por equipo mixto |
| 2023               | Planica (Eslovenia)   | Medalla de bronce | TG por equipo       |